# Роби (Техас)
Роби (англ. Roby) — город в США, расположенный в северо-западной части штата Техас, административный центр округа Фишер. По данным переписи за 2010 год число жителей составляло 643 человека, по оценке Бюро переписи США в 2016 году в городе проживало 626 человек.

## История
В 1885 году предприниматели из Миссисипи по фамилии Роби убедили население нового округа Фишер выбрать их территорию в качестве места для административного центра. В 1886 году в поселении было построено здание суда, открыты почтовое отделение и школа. К 1890 году в городе жило примерно 300 человек, работали баптистская и методистская церкви, два магазина, отель, ресторан, выпускалась еженедельная газета Fisher County Call. В 1892 году была построена каменная тюрьма. К 1914 году в городе работал банк, проведена телефонная связь.
В 1915 году был проведён семикилометровый участок железной дороги от Роби к Норт-Роби, соединивший город с линией Texas Central Railroad. В том же году Роби получил устав города, началось формирование органов местного управления.

## География
Роби находится в центральной части округа, его координаты: 32°44′46″ с. ш. 100°22′46″ з. д..
Согласно данным бюро переписи США, площадь города составляет около 1,9 км2, полностью занятых сушей.

### Климат
Согласно классификации климатов Кёппена, в Роби преобладает семиаридный климат умеренных широт (BSk).
| Показатель                    | Янв.  | Фев.  | Март  | Апр. | Май  | Июнь | Июль | Авг. | Сен. | Окт. | Нояб. | Дек.  | Год   |
| ----------------------------- | ----- | ----- | ----- | ---- | ---- | ---- | ---- | ---- | ---- | ---- | ----- | ----- | ----- |
| Абсолютный максимум, °C       | 31,1  | 34,4  | 34,4  | 37,8 | 42,8 | 43,9 | 43,9 | 42,8 | 41,1 | 37,2 | 31,7  | 28,9  | 43,9  |
| Средний суточный максимум, °C | 14,3  | 16,6  | 21,5  | 25,6 | 29,4 | 33,6 | 35,2 | 34,8 | 31,6 | 25,3 | 19,2  | 14,6  | 25,1  |
| Средняя температура, °C       | 6,6   | 7,9   | 12,8  | 17,4 | 21,6 | 26   | 27,7 | 27,3 | 24,2 | 17,7 | 11,7  | 6,9   | 17,3  |
| Средний суточный минимум, °C  | −1,1  | −0,6  | 4     | 9,4  | 13,8 | 18,3 | 20,1 | 19,8 | 16,8 | 9,9  | 4,6   | −0,8  | 9,5   |
| Абсолютный минимум, °C        | −19,4 | −22,2 | −11,1 | −7,8 | −1,7 | 4,4  | 4,4  | 7,2  | 1,1  | −7,8 | −13,3 | −16,7 | −22,2 |
| Норма осадков, мм             | 21    | 22    | 22    | 42   | 61   | 44   | 56   | 137  | 118  | 86   | 36    | 18    | 663   |
| Источник: weatherbase.com     |       |       |       |      |      |      |      |      |      |      |       |       |       |

## Население
Согласно переписи населения 2010 года в городе проживало 643 человека, было 247 домохозяйств и 167 семей. Расовый состав города: 85,7 % — белые, 3,7 % — афроамериканцы, 0,2 % — 
коренные жители США, 0 % — азиаты, 0 % (0 человек) — жители Гавайев или Океании, 9,2 % — другие расы, 1,2 % — две и более расы. Число испаноязычных жителей любых рас составило 35,1 %.
Из 247 домохозяйств, в 38,9 % живут дети младше 18 лет. 48,6 % домохозяйств представляли собой совместно проживающие супружеские пары (24,3 % с детьми младше 18 лет), в 14,2 % домохозяйств женщины проживали без мужей, в 4,9 % 
домохозяйств мужчины проживали без жён, 32,4 % домохозяйств не являлись семьями. В 30,4 % домохозяйств проживал только один человек, 16,2 % составляли одинокие пожилые люди (старше 65 лет). Средний размер домохозяйства составлял 2,56 человека. Средний размер семьи — 3,23 человека.
Население города по возрастному диапазону распределилось следующим образом: 32,2 % — жители младше 20 лет, 20,9 % находятся в возрасте от 20 до 39, 29,1 % — от 40 до 64, 17,7 % — 65 лет и старше. Средний возраст составляет 38,3 года.
Согласно данным опросов пяти лет с 2012 по 2016 годы, средний доход домохозяйства в Роби составляет 38 977 долларов США в год, средний доход семьи — 42 083 доллара. Доход на душу населения в городе составляет 15 341 
доллар. Около 17,1 % семей и 26,3 % населения находятся за чертой бедности. В том числе 37,4 % в возрасте до 18 лет и 12,9 % старше 65 лет.

## Местное управление
Управление городом осуществляется мэром и городской комиссией.
Другими важными должностями, на которые происходит наём сотрудников, являются:
- Сити-менеджер
- Городской секретарь
- Начальник пожарной охраны

## Инфраструктура и транспорт
Основными автомагистралями, проходящими через Роби, являются:
- автомагистраль 180 США идёт с востока от Ансона на запад к Снайдеру.
- автомагистраль 70 штата Техас идёт с севера от Джейтона на юг к Суитуотеру.

В городе располагается аэропорт округа Фишер. Аэропорт располагает одной взлётно-посадочной полосой длиной 1006 метров. Ближайшим аэропортом, выполняющим коммерческие рейсы, является региональный аэропорт Абилина. Аэропорт находится примерно в 90 километрах к юго-востоку от Роби.

## Образование
Город обслуживается консолидированным независимым школьным округом Роби.